# Bidrottning

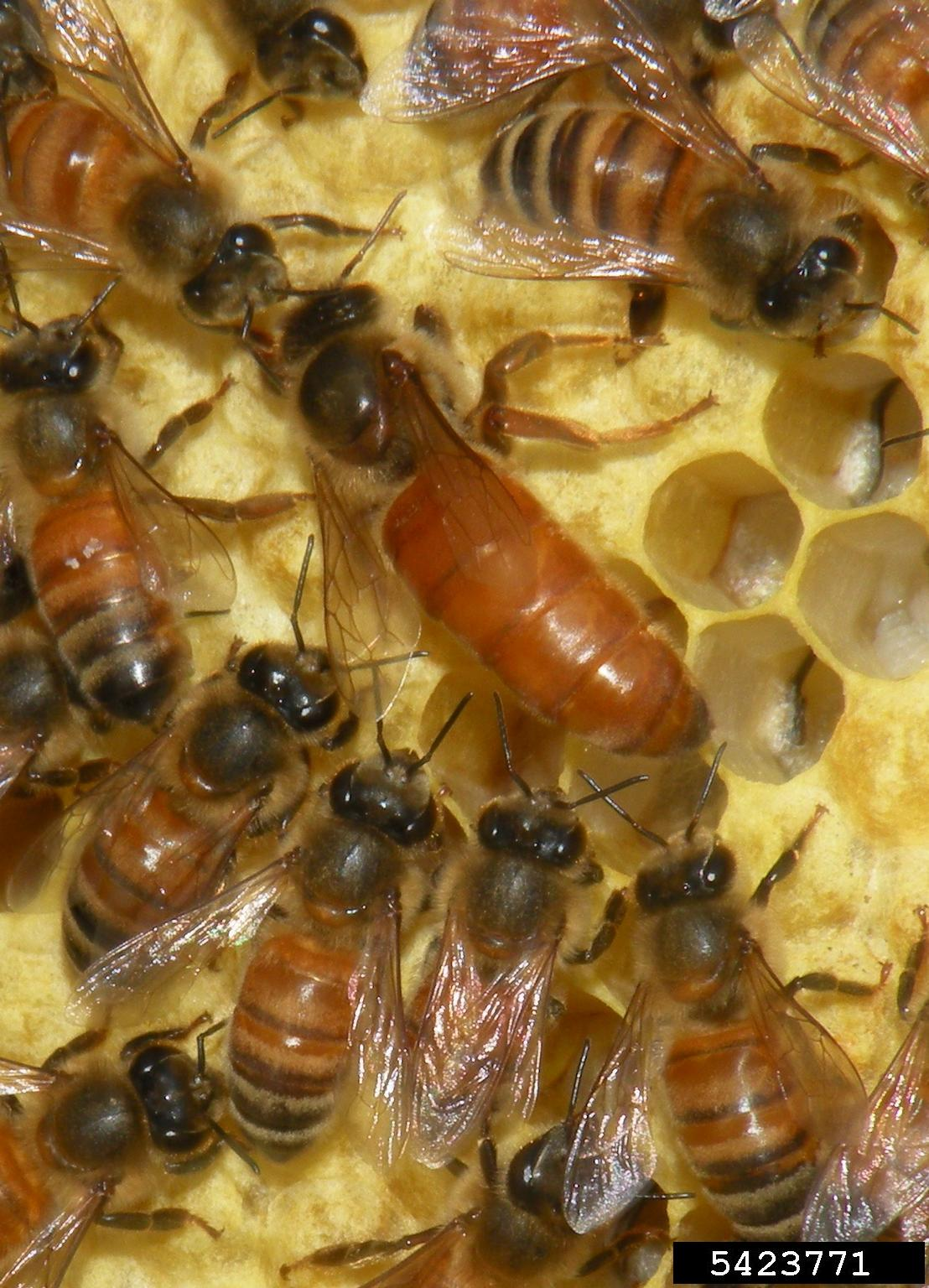
Honungsbidrottning omgiven av arbetare.

Bidrottning är en fullt fertil, parningsduglig hona av sociala bin, som bland annat sociala arter av långtungebin, vägbin (Halictidae) och smalbin. Även motsvarande honor av andra sociala gaddsteklar, som myror och getingar kallas drottning. Drottningen ombesörjer samhällets reproduktion. Arbetarna vårdar både drottningen och hennes avkomma.
Hos honungsbin byts drottningen ut mot en ny som är mer produktiv (efter  2-3 år hos det vanliga honungsbiet). Hon kan även bytas ut genom att bisamhället har för lite plats så de svärmar. Då letar sig drottningen till en ny plats medan det utvecklas en ny ung drottning till det gamla samhället.
Även gaddlösa bin svärmar, men där är svärmningen en långt mer planerad företeelse.
Humlesamhällena är i allmänhet ettåriga, utom för ett mindre antal tropiska arter, och den gamla drottningen dör på hösten, tillsammans med arbetarna och hanarna. Där finns det alltså inget behov för svärmning. Ett fåtal humlearter i tropiska länder har emellertid fleråriga bon, och där kan det förekomma att en drottning svärmar tillsammans med ett antal arbetare, precis som hos honungsbin.